# Henri Schoup
Henri Schoup (Den Haag 15 juni 1921 -  Lamlash, Ilse of Arran (Schotland) 25 november 1999) is een voormalig Nederlands journalist, verslaggever, commentator, presentator en schrijver. Schoup was de zoon van Jean Gustave Schoup ook een journalist maar ook zakenman, antimilitarist, romanschrijver en vertaler.
Naast zijn werkzaamheden als journalist was hij van 1974 tot 1977 verslaggever en vervangend presentator van Wibo van de Linde bij de actualiteitenrubriek Tros Aktua T.V. Daarnaast was hij samen met Bob Kroon politiek commentator voor onder meer de TROS en buitenlandcorrespondent met als standplaats Brussel of Genève.
In 1981 maakte Schoup een half uur lange televisie-uitzending over de studie van Albert Delahaye en maakte dit fenomeen voor een groot publiek toegankelijk  met een korte inleiding en slotbeschouwing. Daarnaast heeft hij ook een aantal boeken geschreven. Opvallend aan Schoup was zijn formele stijl van presenteren maar ook zijn uiterlijk met stijl haar en een hoorne bril.